# ثوم أناضولي
الثوم الأناضولي (باللاتينية: Allium anatolicum) نوع نباتي عشبي يتبع جنس الثوم من الفصيلة الثومية.

## الموئل والانتشار
ينتشر في تركيا.